# Glutamato desidrogenase
Glutamato desidrogenase (GLDH, GDH) é uma enzima observada tanto em mitocôndrias procariontes quanto em eucariotos.  A reação acima também produz amônia, que em eucariotos é processada canonicamente como substrato no ciclo da ureia.  Normalmente, a reação de α-cetoglutarato a glutamato não ocorre em mamíferos, pois o equilíbrio da glutamato desidrogenase favorece a produção de amônia e α-cetoglutarato.  A glutamato desidrogenase também tem uma afinidade muito baixa pela amônia (alta constante de Michaelis {\displaystyle K_{m}} de aproximadamente 1 mM), e, portanto, níveis tóxicos de amônia teriam que estar presentes no corpo para que a reação inversa ocorresse (isto é, α-cetoglutarato e amônia a glutamato e NAD(P)+).  No entanto, no cérebro, a relação NAD+/NADH nas mitocôndrias cerebrais estimula a desaminação oxidativa (i.e. glutamato a α-cetoglutarato e amônia).  Nas bactérias, a amônia é assimilada a aminoácidos via glutamato e aminotransferases.  Nas plantas, a enzima pode funcionar em qualquer direção, dependendo do ambiente e do estresse.  Plantas transgênicas que expressam GLDHs microbianas são melhoradas em tolerância a herbicidas, déficit hídrico e infecções por patógenos. Eles são mais valiosos nutricionalmente.
A enzima representa um elo chave entre rotas catabólicas e anabólicas, e é, portanto, onipresente em eucariotos. Em humanos, os genes relevantes são chamados GLUD1 (glutamato desidrogenase 1) e GLUD2 (glutamato desidrogenase 2), e também há pelo menos 8 GLDH pseudogenes no genoma humano também, provavelmente refletindo influências microbianas na evolução dos eucariotos.

Glutamato
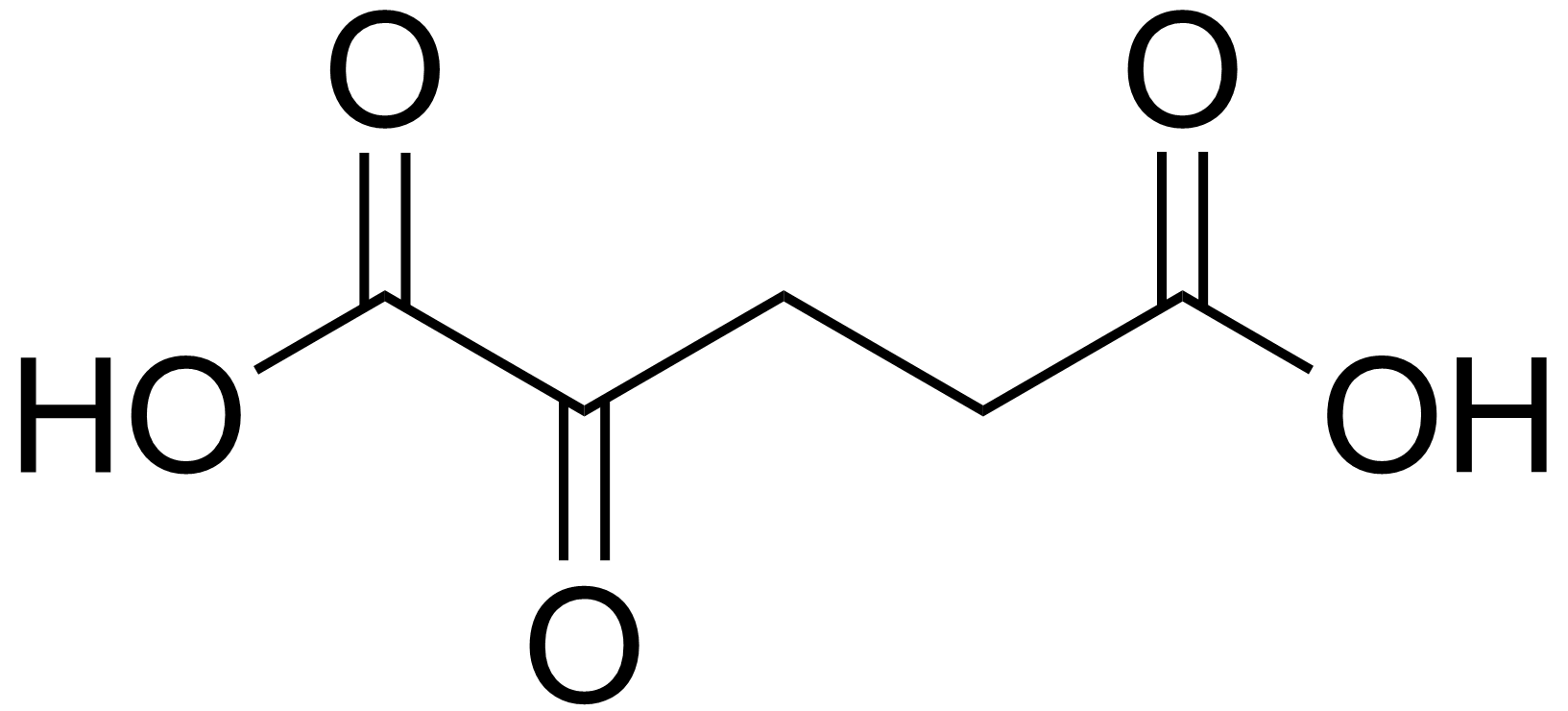
α-Cetoglutarato

## Aplicação clínica
GLDH pode ser medido em um laboratório médico para avaliar a função hepática. Elevados níveis de GLDH no soro sanguíneo indicam lesão hepática e GLDH desempenha um papel importante no diagnóstico diferencial de doença hepática, especialmente em combinação com aminotransferases.  GLDH está localizado na mitocôndria, portanto, praticamente nenhuma é liberada em doenças inflamatórias generalizadas do fígado, como hepatites virais.  Doenças hepáticas nas quais a necrose de hepatócitos é o evento predominante, como lesão hepática tóxica ou doença hepática hipóxica, são caracterizadas por níveis séricos elevados de GLDH.  GLDH é importante para distinguir entre hepatite viral aguda e necrose hepática tóxica aguda ou doença hepática hipóxica aguda, particularmente no caso de lesão hepática com aminotransferases muito altas.  Em ensaios clínicos, GLDH pode servir como medida para a segurança de um medicamento.
O imunoensaio enzimático (IEE) para glutamato desidrogenase (GDH) pode ser usado como ferramenta de triagem para pacientes com infecção por Clostridioides difficile.  A enzima é expressa constitutivamente pela maioria das cepas de C. diff e, portanto, pode ser facilmente detectada nas fezes. O diagnóstico é geralmente confirmado com um IEE de acompanhamento para toxinas C. diff A e B.

## Cofatores
NAD+ (ou NADP+) é um cofator para a reação da glutamato desidrogenase, produzindo α-cetoglutarato e amônio como um subproduto.
Baseado em qual cofator é usado, as enzimas glutamato desidrogenase são divididas nas seguintes três classes:
- EC 1.4.1.2: L-glutamato + H2O + NAD+ {\displaystyle \rightleftharpoons } 2-oxoglutarato + NH3 + NADH + H+
- EC 1.4.1.3: L-glutamato + H2O + NAD(P)+ {\displaystyle \rightleftharpoons } 2-oxoglutarato + NH3 + NAD(P)H + H+
- EC 1.4.1.4: L-glutamato + H2O + NADP+ {\displaystyle \rightleftharpoons } 2-oxoglutarato + NH3 + NADPH + H+

## Papel no fluxo de nitrogênio
A incorporação de amônia em animais e micróbios ocorre através das ações da glutamato desidrogenase e glutamina sintase. O glutamato desempenha o papel central no fluxo de nitrogênio em mamífero e micróbios, servindo tanto como um doador de nitrogênio quanto um aceptor de nitrogênio.

## Regulação da glutamato deidrogenase
Em humanos, a atividade de glutamato deidrogenase é controlado através ribosilação de ADP, uma modificação covalente realizada pelo gene sirt4.  Este regulamento é relaxado em resposta a restrição calórica e baixa glicose sanguínea.  Nessas circunstâncias, a atividade da glutamato desidrogenase é aumentada para aumentar a quantidade de α-cetoglutarato produzida, que pode ser usada para fornecer energia ao ser usada no ciclo do ácido cítrico para finalmente produzir ATP.